# سید جعفر کشفی دارابی بروجردی
سید جعفر کشفی فرزند ابی اسحاق، معروف به آیت الله کشفی دارابی بروجردی یکی از عالمان وفقیهان شیعه ایرانی در قرن سیزدهم هجری قمری بود. وی فقیه، فیلسوف و نویسنده بود.  

گمان می‌رود که سید جعفر در شهر اصطهبانات از توابع فارس متولد شده باشد. همچنین گمان می‌رود که سید جعفر در شهر داراب استان فارس متولد شده باشد. پدر سید جعفر ابی اسحاق ابراهیم بن عبدالله موسوی علوی نام داشت که از روحانیون شهر داراب بود و جهت فعالیت‌های مذهبی به استهبان رفت و در آنجا ساکن شد. سید جعفر پس از طی مقدمات علوم دینی در ایران وارد عراق شد و مدت‌ها از محضر شریف العلما و دیگران بهره برد تا خود به مقام اجتهادی و استادی رسید. 

## فرزندان
سید حسین بروجردی صاحب نخبة المقال از شاگردان وی بود. نوشته‌اند وی مانند جدش موسی بن جعفر فرزندان زیادی داشت. اغلب فرزندان او مانند سید ریحان الله و سید صبغه الله و سید یحیی دارابی از علمای بزرگ عصر خویش شدند. 

## مرگ
کشفی در سال ۱۲۶۷ قمری در بروجرد درگذشت و در همان‌جا به خاک سپرده شد. مقبره ایشان در خیابان شریعتی بروجرد در کنار مسجد و آرامگاه دو خواهران قرار  دارد .

## کتابشناسی
کشفی به نقل از ذریعه حاج آقا بزرگ تهرانی یکی از بزرگترین اعلام و مراجع استان فارس بود که سال‌ها از محضر او دانشها اندوختند. مراتب دانش او از مجلدات کفایة الایتام مشهود، و تحفة الملوک او در سیر و سلوک و مدارج عالی انسانی معروف است. کتاب بلد الامین در اصول، اجابتة المضطرین در اعتقادات، میزان در عدالت، برق و شرق در حدیث، سنا و برق در ادعیه و چند جلد رسائل دیگر نیز به رشته تحریر برد. این عالم ربانی در حکمت و عرفان، تفسیر و اخلاق، خوف و اشفاق استاد بود و با معرفت و سیر عرفانی پس از تزکیه به کمالات و کراماتی نایل آمد. 

سید جعفر کشفی دارای تألیفات زیادی در موضوعات مذهبی، فلسفی و عرفانی بوده‌است:
- اجابة المضطرّین
- البرق و الشرق
- تحفة الملوک فی السیر و السلوک (۲ ج)
- سنابرق فی شرح البارق من الشرق
- نخبة العقول فی علم الاصول
- الشریفیة
- البلد الامین فی اصول الدین
- کفایة الایتام
- الرقّ المنشور فی معراج نبیّنا المنصور
- الشهب القابوس المکرّم و الابواب القاموس المعظّم
- صید البحر
- الرطب الیابس فی الاجماع المتخالف المتعاکس
- جمع الشتات المتفرقة فی الاجماعات المحقة المحققة
- التنزیل فی معنی التأویل
- عکوس ملکیه شموس فلکیه
- منظومه ای در منطق
- منظومه ای در علم صرف
- میزان الملوک و الطوائف و الصراط المستقیم فی سلوک الخلایق

## بازنشر آثار
آثار فلسفی سید جعفر کشفی دارابی بروجردی توسط این سازمانها در ایران بازنشر شده‌است:
- بازنشر اثر سید جعفر کشفی دارابی بروجردی در سایت کنسرسیوم محتوای ملی[۶]
- بازنشر اثر سید جعفر کشفی دارابی بروجردی در سایت مؤسسه فرهنگی و اطلاع‌رسانی تبیان[۷]